# Liatrinae
Liatrinae es una subtribu de plantas de la subfamilia Asteroideae dentro de la familia de las asteráceas.

## Descripción
El hábito de las plantas de esta subtribu es de hierbas o pequeño arbusto erecto con hojas basales en roseta (al menos en las primeras etapas). Los ciclos biológicos son perennes.
Las hojas a lo largo del vástago están dispuestas de forma alterna. Las inflorescencias están formadas por cabezas sésiles o pediceladas terminales que están en las ramas principales de las secundarias, y son del tipo tirsoide o corimboso. Las cabezas de las flores están formadas por una carcasa compuesta de escamas dispuestas sub- imbricadas dentro de la cual un receptáculo actúa como una base de flores de todos los túbulos. Las escalas son pocas, persistente y dispuestas en 2-5 series. El receptáculo es plano o ligeramente convexo, glabros y sin lana (con lana unos pocos) para proteger la base de las flores. Las frutas son aquenios con vilano. 

## Géneros
En la actualidad la subtribu Liatrinae incluye 6 géneros y 50 especies. 
| Géneros                                 | N. especies                                          | Distribución         |
| --------------------------------------- | ---------------------------------------------------- | -------------------- |
| Carphephorus Cass., 1816                | 4 spp.                                               | USA                  |
| Garberia A. Gray, 1879                  | 1 sp. (G. heterophylla (Bartram) Merr. & F. Harper ) | USA                  |
| Hartwrightia A. Gray ex S. Watson, 1888 | 1 sp. (H. floridana A. Gray ex S. Watson )           | USA                  |
| Liatris Gaertn. ex Schreber, 1791       | 41 spp.                                              | Canadá, USA y México |
| Litrisa Small, 1924                     | 1 sp. (L. carnosa Small )                            | USA                  |
| Trilisa (Cass.) Cass., 1827             | 2 spp.                                               | USA                  |

## Algunas especies

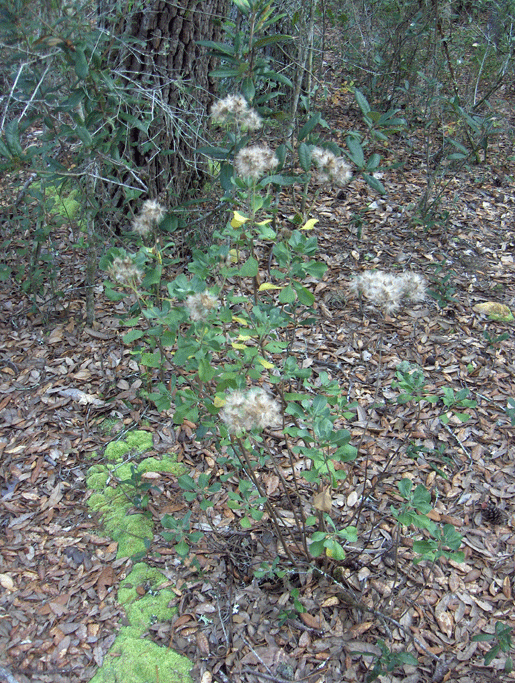
Garberia heterophylla
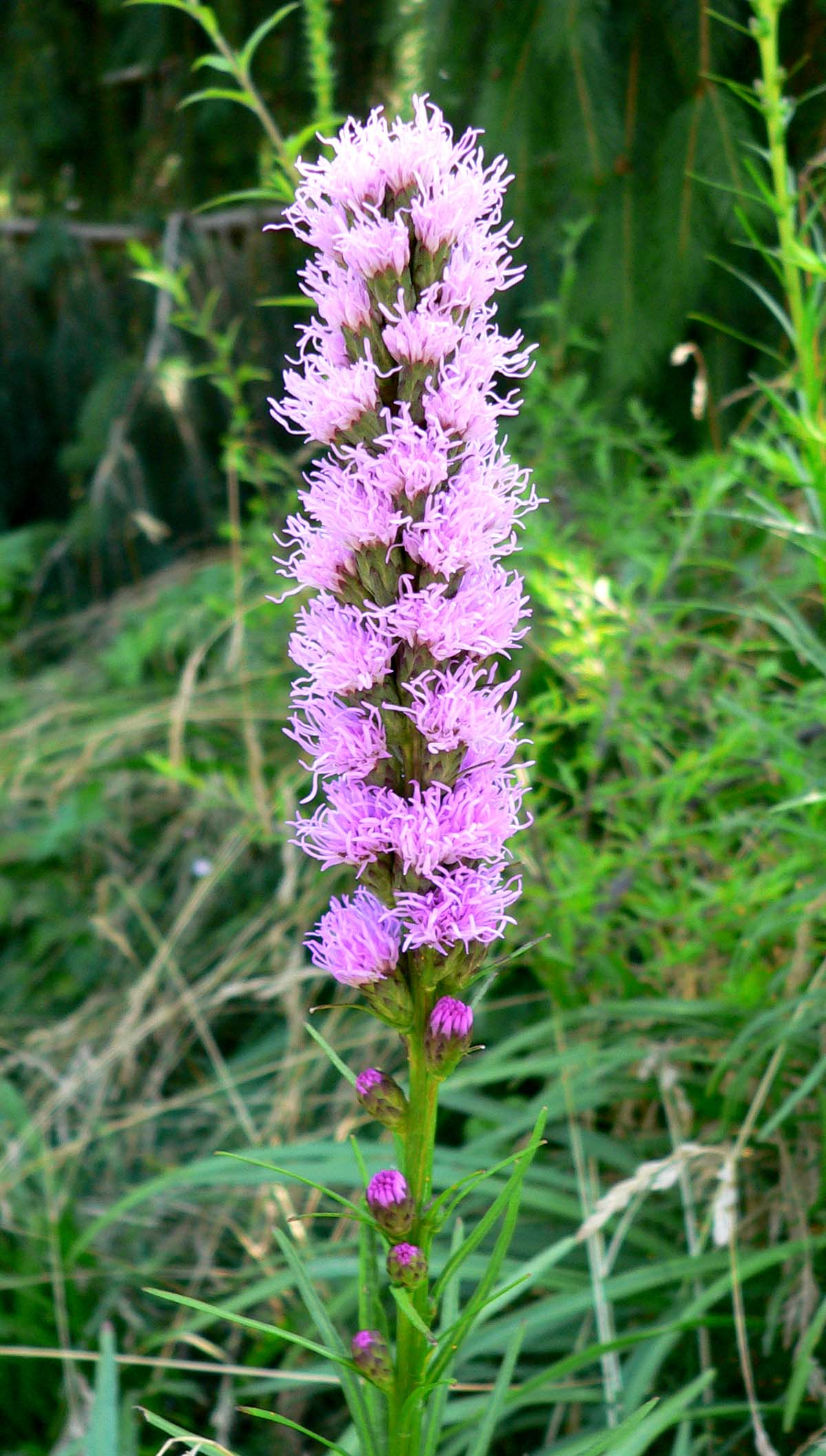
Liatris spicata
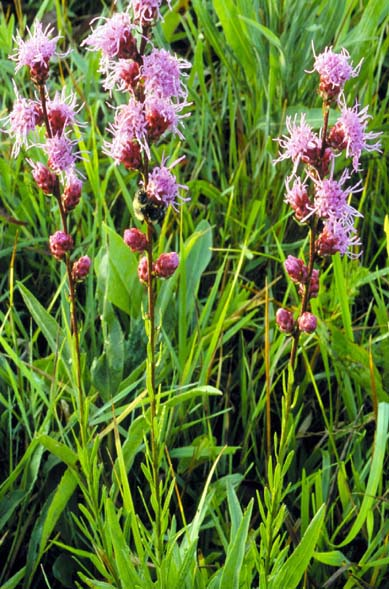
Liatris aspera
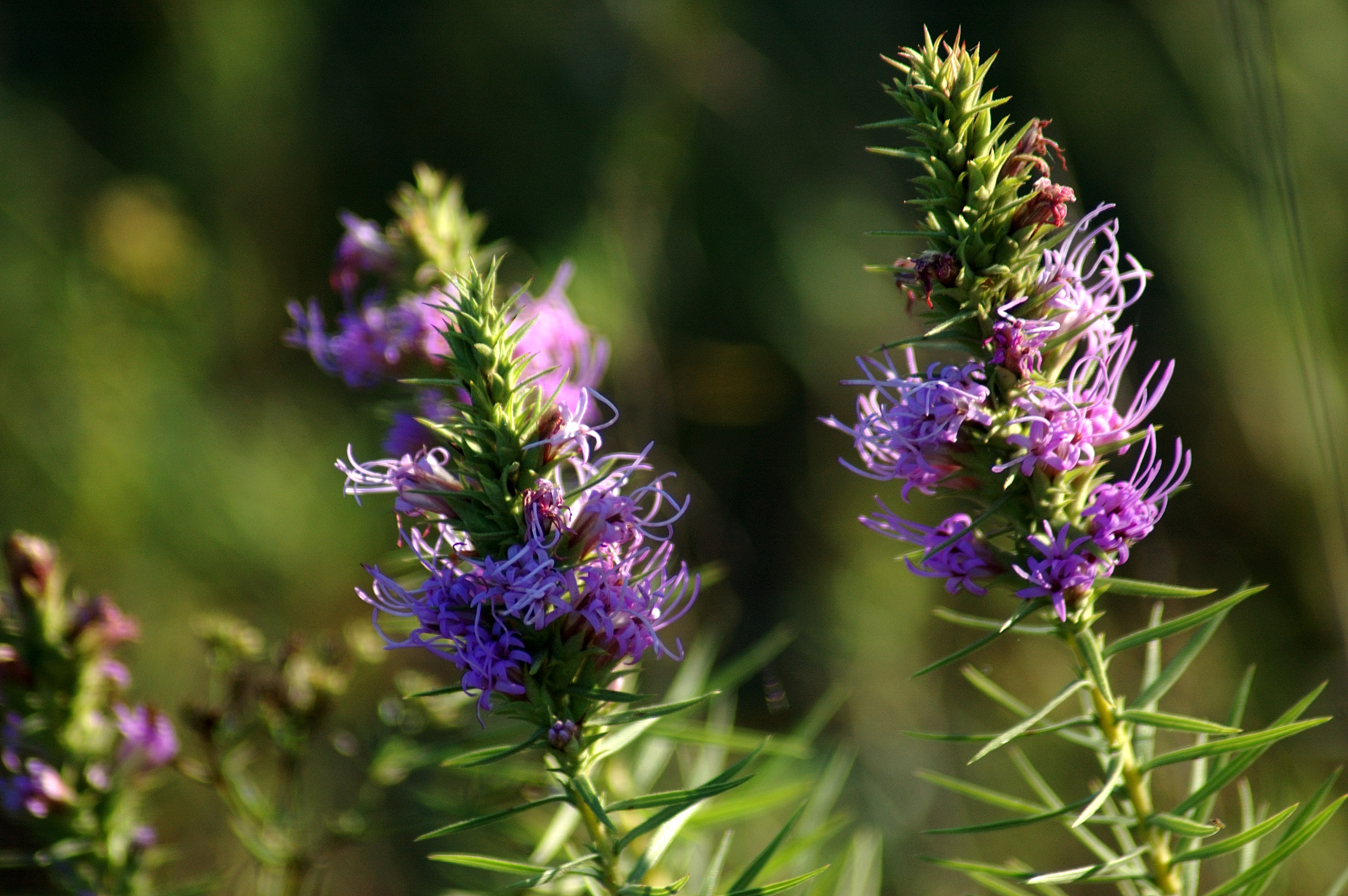
Liatris glandulosa
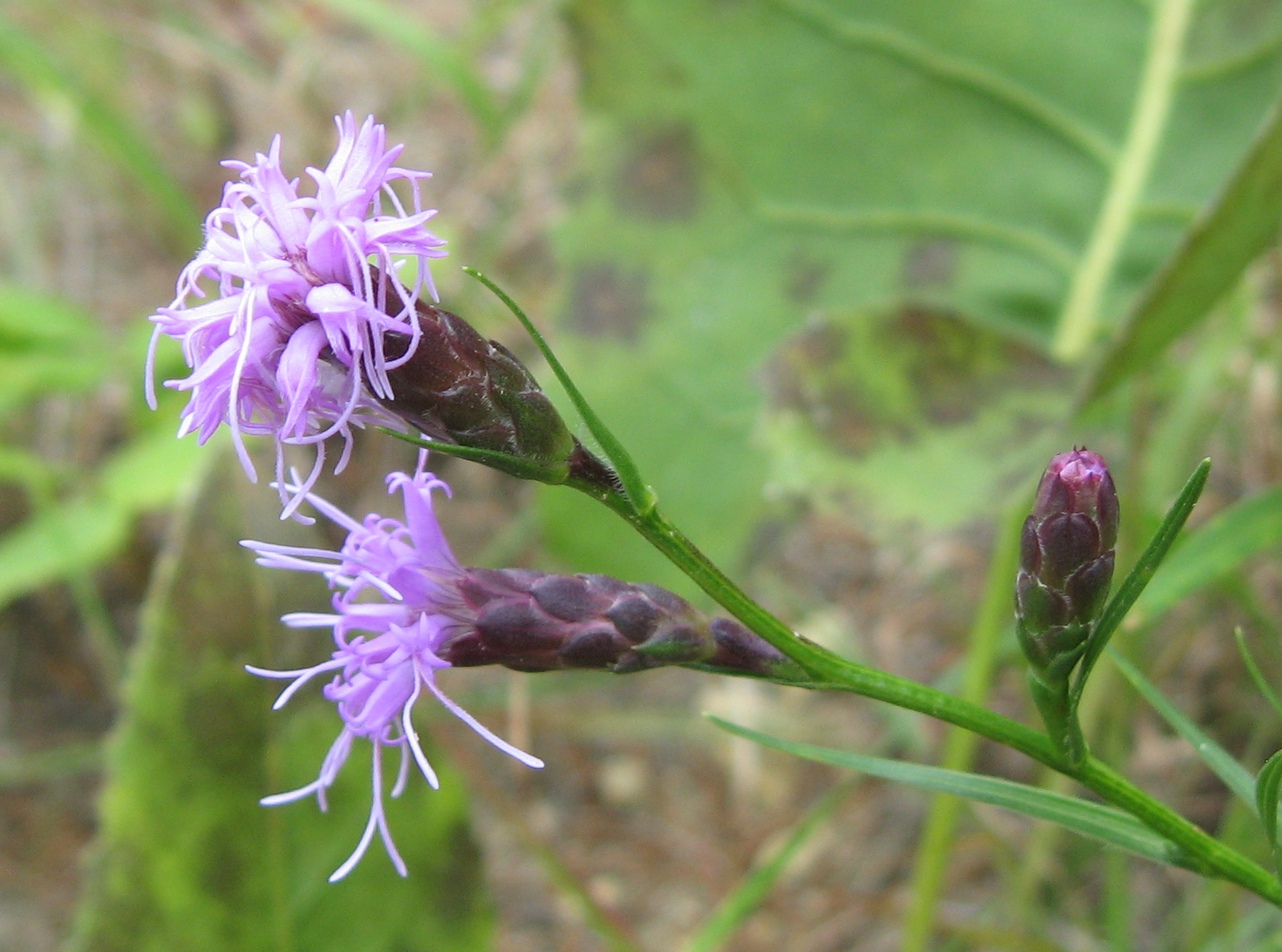
Liatris cylindracea